# 6613 Williamcarl
6613 Williamcarl este un asteroid din centura principală de asteroizi.

## Descriere
6613 Williamcarl este un asteroid din centura principală de asteroizi. A fost descoperit pe 2 iunie 1994 la Catalina Station de Carl W. Hergenrother. Asteroidul prezintă o orbită caracterizată de o semiaxă mare de 3,16 ua, o excentricitate de 0,17 și o înclinație de 25,5° în raport cu ecliptica.